# Tŕnie
Tŕnie (hongrois : Zólyomternye) est un village de Slovaquie situé dans la région de Banská Bystrica.

## Histoire
La première mention écrite du village date de 1393.

## Démographie

### Évolution de la population
| Année:               | 1994. | 2004.   | 2014.    | 2024.   |
| -------------------- | ----- | ------- | -------- | ------- |
| Nombre de personnes: | 347   | 362     | 417      | 427     |
| Différence:          |       | +4,32 % | +15,19 % | +2,39 % |

| Année:               | 2023. | 2024.   |
| -------------------- | ----- | ------- |
| Nombre de personnes: | 429   | 427     |
| Différence:          |       | -0,46 % |